# Siracusa Challenger
Il Siracusa Challenger disputato al TC Match Ball di Siracusa è stato un torneo professionistico di tennis giocato su campi in terra rossa. Faceva parte dell'ATP Challenger Series. Si giocava annualmente a Siracusa in Italia.

## Albo d'oro

### Singolare
| Anno       | Campione          | Finalista           | Punteggio     |
| ---------- | ----------------- | ------------------- | ------------- |
| 1991       | Carlos Costa      | Stefano Pescosolido | 6–3, 7–6      |
| 1992- 1994 | Non disputato     | Non disputato       | Non disputato |
| 1995       | Younes El Aynaoui | Magnus Norman       | 6–2, 6–2      |

### Doppio
| Anno       | Campioni                         | Finalisti                         | Punteggio     |
| ---------- | -------------------------------- | --------------------------------- | ------------- |
| 1991       | Massimo Boscatto Cristian Brandi | Diego Nargiso Stefano Pescosolido | 3–6, 7–6, 7–6 |
| 1992- 1994 | Non disputato                    | Non disputato                     | Non disputato |
| 1995       | Magnus Norman Tomas Nydahl       | Todd Larkham Tom Vanhoudt         | 6–3, 6–4      |